# 八島游舷
八島 游舷（やしま ゆうげん）は、日本の作家。日本SF作家クラブ会員。

## 経歴
アトランティック・カレッジイギリス校で国際バカロレア・ディプロマ取得。筑波大学比較文化学類卒業、シカゴ大学人文学修士。ゲンロン大森望SF創作講座2期を修了。
2018年、「Final Anchors」で第5回日経星新一賞を受賞。2018年、「天駆せよ法勝寺」で第9回創元SF短編賞を受賞。
出版向け執筆以外には、SFプロトタイピングを企業向けに実施しており、小岩井乳業での事例を公開している。
2020年から、大澤博隆、宮本道人、橋本輝幸とともにSugoi Fushigi Show（SFS）というYouTubeチャンネルを運営。

## 作品リスト

### アンソロジー掲載作品
- 「天駆せよ法勝寺」 - 『年刊日本SF傑作選 プロジェクト：シャーロック』（創元SF文庫、2018年6月）
- 「時は矢のように」 - 『時を歩く 書き下ろし時間SFアンソロジー』(創元SF文庫、2019年10月）
- 「Final Anchors」 - 『新しい世界を生きるための１４のＳＦ』(ハヤカワ文庫JA、2022年6月）
- 「応信せよ尊勝寺」(『天駆せよ法勝寺［長編版］』序章) - 『Ｇｅｎｅｓｉｓ　この光が落ちないように 創元日本SFアンソロジー』(東京創元社、2022年9月)

### 雑誌等掲載作品
小説
- 「ミリオン・コネクションズ」 - 『SciFire 2017』2017年12月
- 「蓮食い人」 - 第5回日経「星新一賞」優秀賞（スリーボンド賞）受賞。未公刊。
- 「アート・テロリスト」 - 『小説すばる』2020年10月号

エッセイ
- 「私的偉人伝」 - 『小説すばる』2018年10月号